# Soyuz Microphones
Soyuz Microphones — російська компанія по виробництву мікрофонів, створена 2013 року.

## Історія
Компанія Soyuz Microphones заснована 2013 року американським музикантом Девідом Артуром Брауном та російським підприємцем Павлом Баздиревим. Виробництво розташовано в Тулі, на заводі, де працюють декілька десятків спеціалістів з електроніки, частина з яких до цього працювала на місцевій фабриці мікрофонів «Октава». Більшість роботи по виробництву деталей, налаштуванню капсулів та намотці трансформаторів виконується вручну на власному обладнанні компанії.
Перші прототипи мікрофонів Soyuz власного дизайну з'явилися в продажі 2014 року. 2016 року було продано 160 мікрофонів, що вперше дозволило покрити витрати на виробництво. З того часу компанія розробила декілька лінійок продуктів, виготовляючи близько 50 мікрофонів щомісяця. Продаж мікрофонів відбувається за допомогою дистриб'юторів у понад 10 країн світу. Для спрощення роботи в умовах санкцій було відкрито компанію з обмеженою відповідальністю в Лос-Анджелесі, яка також є центром продажу та дистриб'юції в США.
Основна продукція Soyuz Microphones — лампові конденсаторні мікрофони. Через порівняно низькі затрати на виробництво, ціни на мікрофони є суттєво нижчими, ніж у європейських конкурентів: флагманська модель SU-017 коштує близько 3,5 тис. доларів, в той час, як аналогічні моделі компаній Neumann, Telefunken або AKG — вдвічі дорожче. Компанія виробляє серії конденсаторних мікрофонів з великою діафрагмою (017), з широкою мембраною (023), з вузькою мембраною (011 та 013), окремі моделі — мікрофон-амбісонік 013 Ambisonic та транзисторний конденсаторний широкомембранний мікрофон 1973, — а також підсилювачі Launcher та Launcher Deluxe.
Серед гуртів, які використовували мікрофони Soyuz для запису власної музики — Coldplay, Radiohead та Paramore.